# Teije ten Den
Teije ten Den (* 29. dubna 1993 Utrecht, Nizozemsko) je nizozemský fotbalový útočník, který od února 2015 hostuje v klubu FC Oss z Go Ahead Eagles.

## Klubová kariéra
V profesionálním fotbale debutoval v roce 2012 v dresu Go Ahead Eagles. V únoru 2015 odešel na hostování do klubu FC Oss hrajícího nizozemskou druhou ligu Eerste Divisie.